# Podrżi Koń
Podrżi Koń lub Podrži Konj (maced. Подржи Коњ) – wieś w północno-wschodniej Macedonii Północnej, w gminie Kriwa Pałanka.